# Tulcea
Tulcea (někdy též česky Tulča; bulharsky a rusky Тулча, ukrajinsky Тульча, turecky Tulça či Tolçu) je město v rumunské Dobrudži. Leží nedaleko hranice s Ukrajinou, jež je tvořena Dunajem, který východně od města ústí do Černého Moře. Žije zde přibližně 66 tisíc obyvatel. Město je centrem župy Tulcea.

## Historie
První zmínky o osídlení této oblasti pocházejí již z 8. století př. n. l. V 1. století dnešní město dobyli Římané. Ti následně vybudovali opevnění a vzhledem k tomu, že to bylo pohraniční město, tu udržovali i slušně velkou vojenskou posádku. Části hradeb se dodnes dochovaly.
Po pádu Říma vládu převzala Byzantská říše (8. až 9. století), později Janované (10. až 13. století). Po ztrátě jejich vlivu se stalo město součástí místních států.
Zvrat přišel v roce 1416. Tulceu dobyla Osmanská říše, ta jej přejmenovala na Hora-Tepé neboli Tolçu. Sídlem župy a městem zároveň je až od roku 1860.

## Partnerská města
- Aalborg, Dánsko
- Amasya, Turecko
- Aprilia, Itálie
- Bishopstown, Irsko
- Fratta Polesine, Itálie
- Ilion, Řecko
- Izmajil, Ukrajina
- Larnaka, Kypr
- Puškin, Rusko
- Rovigo, Itálie
- Šumen, Bulharsko
- Werkendam, Nizozemsko